# Brontotheriidae
Brontotheriidae este o familie de mamifere dispărute aparținând ordinului Perissodactyla, ordinul care include cai, rinoceri și tapiri. La suprafață, arătau mai degrabă ca rinoceri, deși erau de fapt mai strâns înrudiți cu caii; ecvidele și Brontotheriidae alcătuiesc subordinul Hippomorpha. Au trăit în urmă cu aproximativ 56–34 de milioane de ani, până la sfârșitul Eocenului.